# Вальковская
Вальковская — деревня в Шатурском муниципальном районе Московской области. Входит в состав Дмитровского сельского поселения. Население — 34 чел. (2013).

## Расположение
Деревня Вальковская расположена в южной части Шатурского района, расстояние до МКАД порядка 147 км. Высота над уровнем моря 131 м.

## Название
В письменных источниках деревня упоминается как Вальковская. В духовном завещании XVII века деревня названа Ванковской.
Название происходит от Валек — производной формы некалендарного личного имени Вал (Валь). Суффикс -овск свидетельствует об относительно раннем появлении названия.

## История
Впервые упоминается в духовном завещании Степана Ивановича Самарина 1647 года как деревня Ванковская волости Муромского Сельца Владимирского уезда.
Последней владелицей деревни перед отменой крепостного права была тайная советница Елизавета Васильевна Толстая.
После отмены крепостного права деревня вошла в состав Горской волости.
В советское время деревня входила в Дмитровский сельсовет.

## Население
| 1858 | 1859 | 1868 | 1885 | 1905 | 1926 |
| ---- | ---- | ---- | ---- | ---- | ---- |
| 171  | →171 | ↗178 | ↗236 | ↗284 | ↘200 |
| 1970 | 1993 | 2002 | 2006 | 2010 | 2011 |
| ↘57  | ↘25  | ↗28  | ↗39  | ↘11  | ↗56  |
| 2013 |      |      |      |      |      |
| ↘34  |      |      |      |      |      |